# Hilde Frafjord Johnson

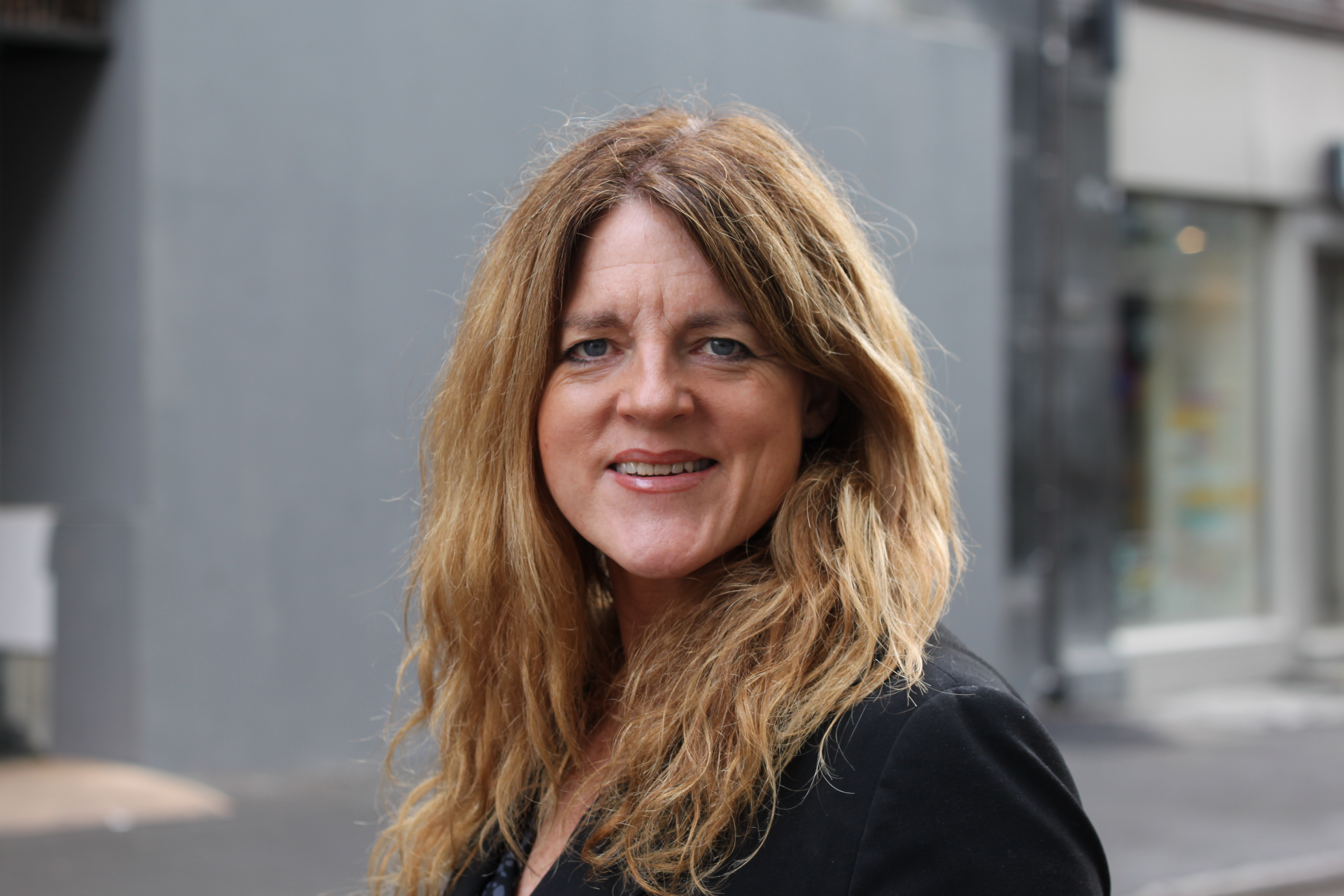
Hilde Frafjord Johnson, 2016

Hilde Frafjord Johnson (* 29. Oktober 1963 in Arusha, Tansania) ist eine norwegische christdemokratische Politikerin.

## Herkunft und Ausbildung
Sie stammt aus einer christlichen Missionarsfamilie und ist in Afrika aufgewachsen. Anschließend studierte sie Anthropologie.

## Politischer Werdegang
Von 1986 bis 1987 war Hilde Frafjord Johnson stellvertretende Vorsitzende der Jugendorganisation Kristelig Folkepartis Ungdom. 1989 arbeitete sie als Beraterin im norwegischen Außenministerium. Im Jahr 1993 zog sie erstmals in das norwegische Parlament, das Storting, ein. Dort vertrat sie bis 2001 die Provinz Rogaland.
Am 17. Oktober 1997 wurde sie zur Entwicklungsministerin ernannt. Dieses Amt war zu diesem Zeitpunkt im Außenministerium angesiedelt. Sie blieb bis zum Ende der Regierung Bondevik I am 17. März 2000 Ministerin. Vom 19. Oktober 2001 bis zum 17. Oktober 2005 war sie erneut Entwicklungsministerin in der Regierung Bondevik II.
Zwischen 2006 und 2007 war Johnson als Beraterin der Afrikanischen Entwicklungsbank tätig. In den Jahren von 2007 bis 2011 war sie Vizevorsitzende von UNICEF. Von 2011 bis zum 7. Juli 2014 leitete sie die UNMISS-Friedensmission im Südsudan.
Im März 2016 trat sie ihre Stelle als Generalsekretärin der KrF an, eine Position, die sie bis zum 1. September 2019 innehatte. Sie gab ihren Rücktritt vom Posten nach der parteiinternen Abstimmung zugunsten eines Regierungsbeitritts der KrF bekannt.